# Камброзо (Падова)
Камброзо је насеље у Италији у округу Падова, региону Венето.
Према процени из 2011. у насељу је живело 525 становника. Насеље се налази на надморској висини од 2 м.